# Asahi (Osaka)
Asahi (jap. 旭区 Asahi-ku) – jedna z 24 dzielnic Osaki, stolicy prefektury Osaka. Dzielnica została założona 1 października 1932 roku przez wydzielenie części dzielnicy Higashinari. Położona jest w północno-wschodniej części miasta. Graniczy z dzielnicami Miyakojima, Higashiyodogawa, Jōtō, Tsurumi oraz miastem Moriguchi.